# 紅葉山御養蚕所

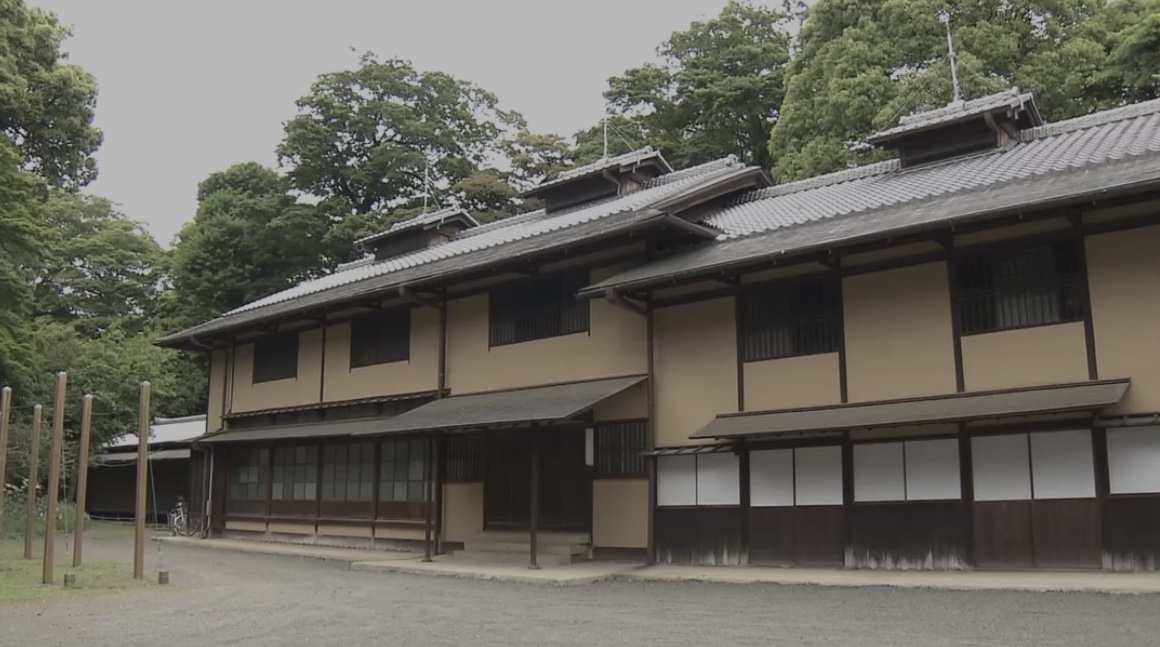
紅葉山御養蚕所

紅葉山御養蚕所（もみじやまごようさんじょ）は、東京都千代田区千代田の皇居・紅葉山にある養蚕施設で、歴代の皇后による「御親蚕（ごしんさん）」が行われている。現在の建屋は、1914年（大正3年）に建てられた木造2階建で、1階が飼育室、2階が上蔟室となっている。地下に貯桑室を備えた平屋や御休所が別棟として隣接しており、御休所の神座には、養蚕の神とされる和久産巣日神と大宜都比売神が祀られている。

## 皇室と養蚕

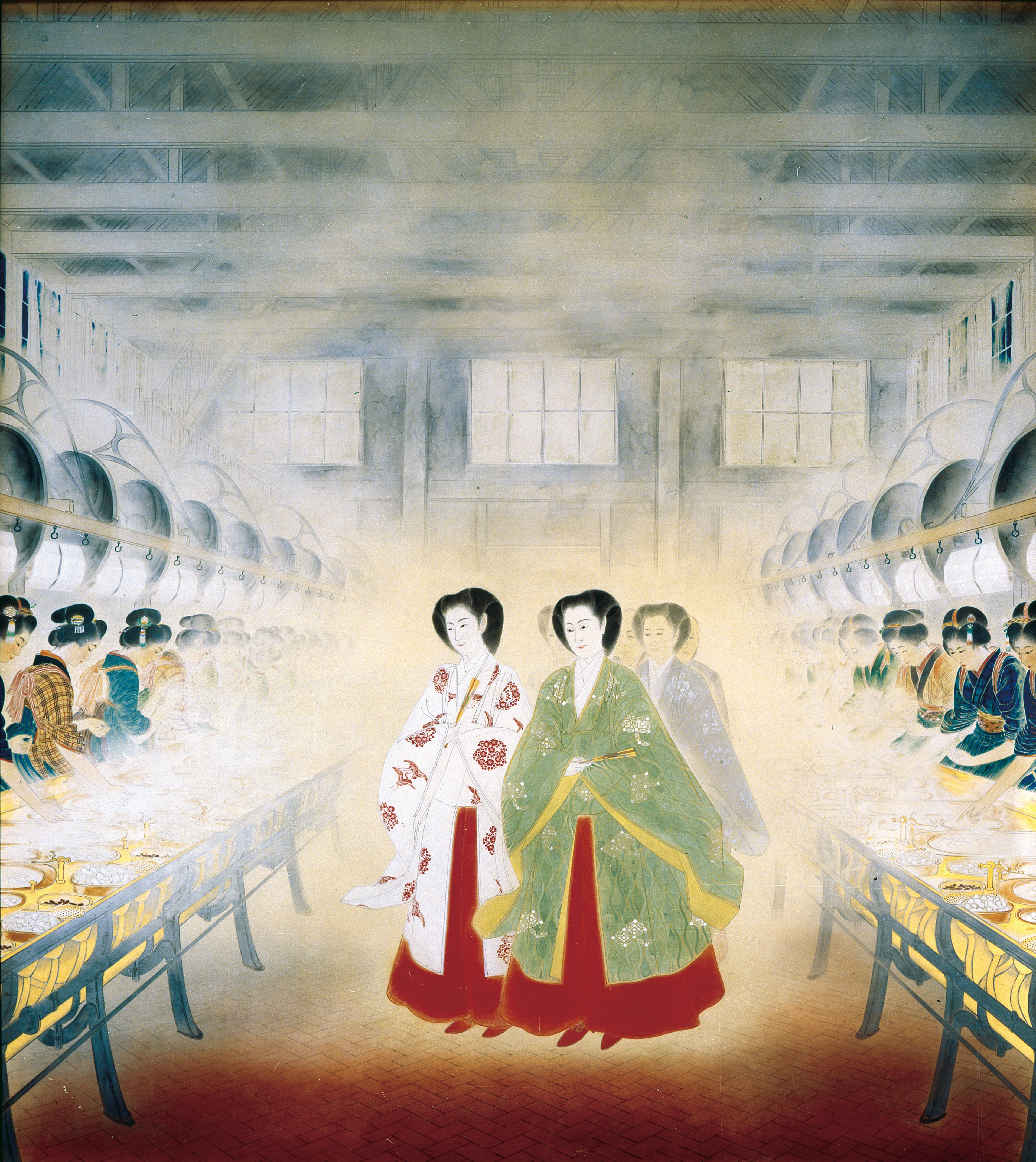
「富岡製糸場行啓」1873年（明治6年）6月

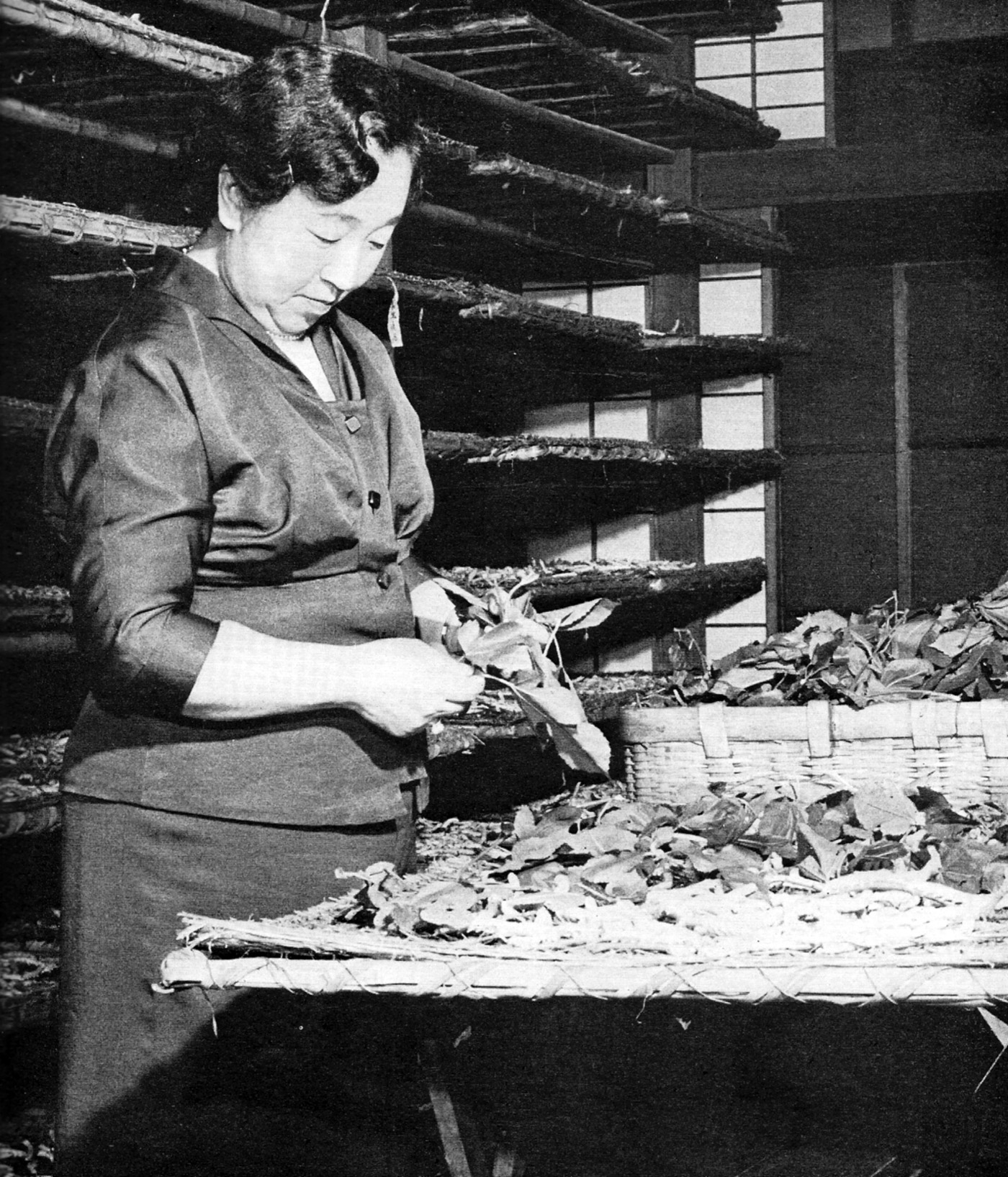
御養蚕を行う香淳皇后
1955年（昭和30年）6月

皇室における養蚕の歴史は古く、462年に「天皇、后妃をして、親ら桑こかしめて、蚕の事を勧めむと欲す（雄略天皇が皇后に蚕を飼うように勧めた）」との記述が『日本書紀』に見られる。
1871年（明治4年）、昭憲皇太后が吹上御苑内に蚕室を設け、長らく途絶えていた宮中での養蚕を再興。以来、「皇后御親蚕（こうごうごしんさん）」と呼ばれ、皇后の公務として継承されている。生糸と蚕種（蚕の卵）は、開国直後の日本にとって最大の輸出品目で、1872年（明治5年）、政府は群馬県に富岡製糸場を設け、フランスの先進技術が導入された。養蚕業は国の最重要産業と位置付けられ、宮中の御養蚕は殖産興業として奨励するという意味があった。
その後、1873年（明治6年）の火災で蚕室が消失し、御養蚕は中断したが、同年6月、昭憲皇太后は、英照皇太后と共に富岡製糸場を行啓し、場長の尾高惇忠とフランス人技師ポール・ブリューナの案内で製糸作業や機械室などを視察した。
1879年（明治12年）、英照皇太后が青山御所に御養蚕所を新設し、御養蚕を再開。英照皇太后の崩御により中断の後、1908年（明治41年）に皇太子妃節子によって再開。1914年（大正4年）、皇后となった節子は皇居の紅葉山（紅葉山東照宮の跡地）に現在の御養蚕所を建てた。1928年（昭和3年）に香淳皇后が引き継ぎ、1990年（平成2年）には上皇后美智子が、2020年（令和2年）には皇后雅子が引き継いだ。
この間、1947年（昭和22年）6月3日には、御養蚕所前庭において香淳皇后が皇后として初の記者会見を行った。
絹産業を振興する大日本蚕糸会の総裁は貞明皇后や皇族が推戴され、1981年（昭和56年）4月からは常陸宮正仁親王が務めている。
2012年（平成24年）には、三の丸尚蔵館にて御養蚕を主題とした皇后陛下喜寿記念特別展「紅葉山御養蚕所と正倉院裂復元のその後」が開催された。

### 令和への改元とコロナ禍
平成から令和への改元（お代替わり）に伴い、2018年（平成30年）5月13日に上皇后美智子から皇后雅子へと引き継がれた。2019年（令和元年）の御養蚕は天皇の退位・即位の諸儀式があったことから行われず、2020年（令和2年）5月11日から本格的に再開された。例年は養蚕の専門家である主任と4人の若い助手、計5人が御養蚕を手伝うが、新型コロナウイルス感染症の流行に伴い、主任1人へと減ったため、2020年度の御養蚕で取り扱う種類を従来の4種から純国産種の小石丸のみにした。

## 養蚕の主な作業
養蚕は、毎年春から初夏にかけて行われるが、2－3月頃に、御養蚕所の主任と助手が準備を始める。
4月末か5月初め、「御養蚕始（ごようさんはじめ）の儀」が執り行われ、養蚕作業が本格的に始まる。御養蚕始の儀では、豊作を祈る神事の後、皇后が孵化したばかりの蟻蚕（ぎさん）を蚕座（さんざ）という蚕を育てる道具の上に羽箒で掃き下ろす「掃立て」を行い、小さく刻んだ桑の葉を与える。
御養蚕始の儀の1週間から10日後に、皇后自ら蚕に桑の葉を与える「御給桑（ごきゅうそう）行事」の1回目が行われ、それから10日後に2回目が行われる。蚕に与える桑は、皇居内の桑園で栽培されている。繭をつくる段階になった熟蚕（じゅくそう）になると「上蔟（じょうぞく）」が行われ、種類に適した蔟（まぶし）という蚕が繭を作る用具に移す。蔟は一般種に使われるボール紙製の回転蔟のほか、体の小さい小石丸には皇后自ら藁を編んで作る藁蔟（わらまぶし）が使用される。上蔟から1週間後から10日後に、「初繭掻（はつまゆかき）」にて収繭が行われる。
その後、製糸材料となる上繭（じょうけん）を蚕糸科学研究所に出荷し、繰糸（そうし）、揚げ返し、仕上げを行い生糸になる。その生糸で織られた絹製品は、宮中儀式や祭祀に用いられるほか、外国元首への贈物（御贈進品）にも用いられている。また、皇室の儀典用衣裳等にも用立てられる。
繭の出荷後も卵を採る採種などの重要な作業が続き、初夏、「御養蚕納（ごようさんおさめ）の儀」で終了する。
皇后は定例とされている前述の行事以外にも、皇居内の桑園での桑摘みや、蚕が繭を吐くための藁蔟作り、繭の毛羽取りなどあらゆる工程に、公務の合間を縫って携わっている。

### 定例行事
- 御養蚕始の儀 - 養蚕を始めるにあたり行われる、その年の豊作を祈る儀式。この儀式の供物の一つが小石丸の繭をかたどった「繭団子」で、天皇が皇居内の水田で栽培した御親裁米を用いてつくられる[14]。
- 掃立て
- 御給桑
- 上蔟
- 初繭掻
- 御養蚕納の儀 - 収穫した生糸を神前に供え、神恩に感謝する儀式。祭壇の両脇には白繭種と黄繭種の繭飾りが立てられ、収穫された白糸と黄糸の束、真綿などが供えられる。供物の一つが「五色の糸」で、絹糸の束（綛）をかたどっている[15]。

## 歴代御世話役・主任
主任は2か月近くを宮中で過ごす。助手は群馬県立安中実業高等学校など農業高校のOBが務めているという。かつては華族の子女などが作業を手伝っており、平成期には秋篠宮家の眞子内親王や佳子内親王が手伝うこともあった。
- 田島武平（1871年 - ）当時大蔵省官吏で、富岡製糸場の設置主任者だった渋沢栄一の推薦により世話役となる。養蚕が盛んだった群馬県佐位郡島村（現・伊勢崎市）出身で、4人の婦人奉仕者とともに参内した[18]。
- 田島弥平（1872年 - 1873年）[18]
- 神戸禮二郎（1979年 - 1996年）[17][19]
- 佐藤好祐（前群馬県蚕業試験場長　1996年[6] - 2007年3月[18]）
- 藤枝貴和（前群馬県蚕業試験場長　2007年[20] - 2016年）
- 代田丈志（前大日本蚕糸会蚕糸科学研究所養蚕チーム長　2016年 - 2023年）
- 持田裕司（前大日本蚕糸会蚕業技術研究所人工飼料チーム主任研究員　2023年 - ）

## 取り扱う種
合計で12 - 15万頭のカイコを飼育している。
小石丸（こいしまる）純国産種。日中交雑種などの新品種に比べ繭が小さく、手間がかかることなどから次第に飼育されなくなり、宮中でも昭和60年代から飼育中止が論議されていたが、皇后美智子の「もうしばらく古いものを残しておきたいので、小石丸を育ててみましょう」との意向で続けられることになった。その繭から採れた絹糸は、古代の糸に最も似ているとして、正倉院宝物の古代裂（こだいぎれ）の復元や春日権現験記絵の修理に用いられている。
白繭（はっけん）日中交雑種。
黄繭（こうけん）欧中交雑種。
天蚕（てんさん）日本原産の野生種。

## 御歌・発言
- 民（くにたみ）のたづき安けくなるときをひとり待ちつつ蚕こがひ（蚕養い）いそしむ
  - 1947年（昭和22年）、皇太后節子
- 真夜（）こめて秋蚕（）は繭をつくるらしただかすかなる音のきこゆる
  - 1966年（昭和41年）、皇后美智子[21]。
- 時折（）に糸吐かずをり薄き繭の中なる蚕（）つかれしならむ
  - 1966年（昭和41年）、皇后美智子[22]。
- 籠る蚕（）のなほも光に焦がるるごと終（）の糸かけぬたたずまひあり
  - 1966年（昭和41年）、皇后美智子[22]。
- 音ややにかすかになりて繭の中野しじまは深く闇にまさらむ
  - 1966年（昭和41年）、皇后美智子[23]。
- 夏の日に音たて桑を食（）みゐし蚕（）ら繭ごもり季節しづかに移る
  - 1966年（昭和41年）、皇后美智子[23]。
- いく眠り過ごしし春蚕（）すでにして透（）る白さに糸吐き初めぬ
  - 1973年（昭和48年）、皇后美智子[24]。
- 葉かげなる天蚕はふかく眠りゐて櫟（）のこずゑ風渡りゆく
  - 1992年（平成4年）、皇后美智子[25]。
- この年も蚕（）飼（）する日の近づきて桑おほし立つ五月晴れのもと
  - 1996年（平成8年）、皇后美智子[26]。
- 初繭を掻きて手向けむ長き年宮居（）の蚕（）飼（）君は目（）守（）りし
  - 1996年（平成8年）、神戸禮二郎紅葉山御養蚕所主任を悼み、皇后美智子[19]
- 「約二か月にわたる紅葉山での養蚕も、私の生活の中で大切な部分を占めています。毎年、主任や助手の人たちに助けてもらいながら、一つ一つの仕事に楽しく携わっています。小石丸という小粒の繭が、正倉院の古代裂の復元に最もふさわしい現存の生糸とされ、御物の復元に役立てていただいていることを嬉しく思っています。」
  - 1999年（平成11年）10月20日、誕生日に際する記者会見にて、「プライベートの皇后さま」についての質問に対して、皇后美智子[27]。